# Václav Kopečný
Václav Kopečný (9. července 1897 Hranice – 1. prosince 1968 Brno) byl československý legionář, důstojník a příslušník zahraničního odboje v období druhé světové války.

## Život

### Před první světovou válkou
Václav Kopečný se narodil 9. července 1897 v Hranicích v rodině soukeníka. Vychodil měšťanskou školu, vystudoval stavební průmyslovou školu a začal se živit jako stavební praktikant.

### První světová válka
Po vypuknutí první světové války byl Václav Kopečný povolán do c. a k. armády a jako kadet 54. pěšího pluku odeslán na ruskou frontu. Zde padl 28. července 1916 u Lucku do zajetí. Do Československých legií se přihlásil 26. srpna 1917. Absolvoval sibiřskou anabázi a do Československa se vrátil v roce 1920. Dosáhl hodnosti poručíka.

### Mezi světovými válkami
Po návratu do Československa zůstal Václav Kopečný v armádní službě. Postupně sloužil u železničního pluku v Pardubicích, horského pluku v Dolním Kubíně, hraničářského praporu v Rimavské Sobotě a horského pluku v Podolínci. V roce 1938 během výstavby československého opevnění na jižním Slovensku působil jako velitel stavebního dozoru na úsecích Rožňava a Jablonov nad Turňou.

### Druhá světová válka
Po německé okupaci v březnu 1939 se Václav Kopečný zapojil do protinacistického odboje v řadách Obrany národa. Dne 30. ledna 1940 opustil Protektorát Čechy a Morava a přes Slovensko, Maďarsko, Jugoslávii, Turecko, Sýrii a Palestinu se dostal do Francie, kde se vstoupil do zde vznikající jednotky Československé armády v zahraničí. Působil jako velitel velitelské roty 2. pluku a zúčastnil se bitvy o Francii. Po jejím pádu se evakuoval do Spojeného království, kde sloužil u náhradního tělesa Československé armády. Byl vybrán k přesunu k 1. československému armádnímu sboru do Sovětského svazu, jeho orgány byl ale odmítnut.

### Po druhé světové válce
Po skončení druhé světové války a návratu do Československa pokračoval Václav Kopečný opět v armádní službě. Postupně působil v Brně, Moravské Třebové, Šternberku, opět Brně a Trenčíně. Dne 4. června 1951 byl komunistickou mocí donucen odejít za armády. Pracoval postupně jako dělník, laborant, skladník, stavební mistr, vrátný a strážný. Zemřel 1. prosince 1968 v Brně. Dne 5. prosince byl pohřben na brněnském Ústředním hřbitově. Společně s ním je zde pohřbena i jeho manželka Františka Kopečná.